# Museu de Badalona
El Museu de Badalona és un museu dedicat a la història de Badalona creat el 1955 i ubicat a la plaça Assemblea de Catalunya de Badalona. El museu també gestiona altres edificis com la Casa dels Dofins, la Casa de l'Heura, el Jardí de Quint Licini, Can Miravitges i el Conducte d'aigües.

## Història
La institució creada l'any 1955 per l'Ajuntament de Badalona arran del descobriment l'any 1954 de les termes romanes de l'antiga Baetulo per l'arqueòleg i historiador local Josep Maria Cuyàs. L'edifici fou construït sobre les termes i no s'inaugurà fins a l'any 1966. En el seu subsol es podien visitar part de les restes de la ciutat romana: les termes, part d'un carrer i un conjunt de botigues. El 2010 es va afegir al recorregut el jaciment del Decumanus: amb restes del cardo maximus i del decumanus maximus, de diverses botigues o tabernae i de tres insulae, i de l'exposició permanent que explica els primers hàbitats testimoniats a Badalona -prehistòria, edat del ferro i cultura ibèrica- així com la història i característiques de la Baetulo romana, amb peces molt destacades (les Pollegueres, la Venus de Badalona, la Tabula hospitalis, el Vas de les Naus, el retrat d'Agripina i tres esteles ibèriques).
A més, el Museu disposa d'un fons molt ric de materials arqueològics procedents de les excavacions que porta a terme, i també conserva una gran varietat d'objectes d'altres èpoques (d'art, de la vida quotidiana, d'oficis, industrials, etc.) que testimonien la història de la ciutat.

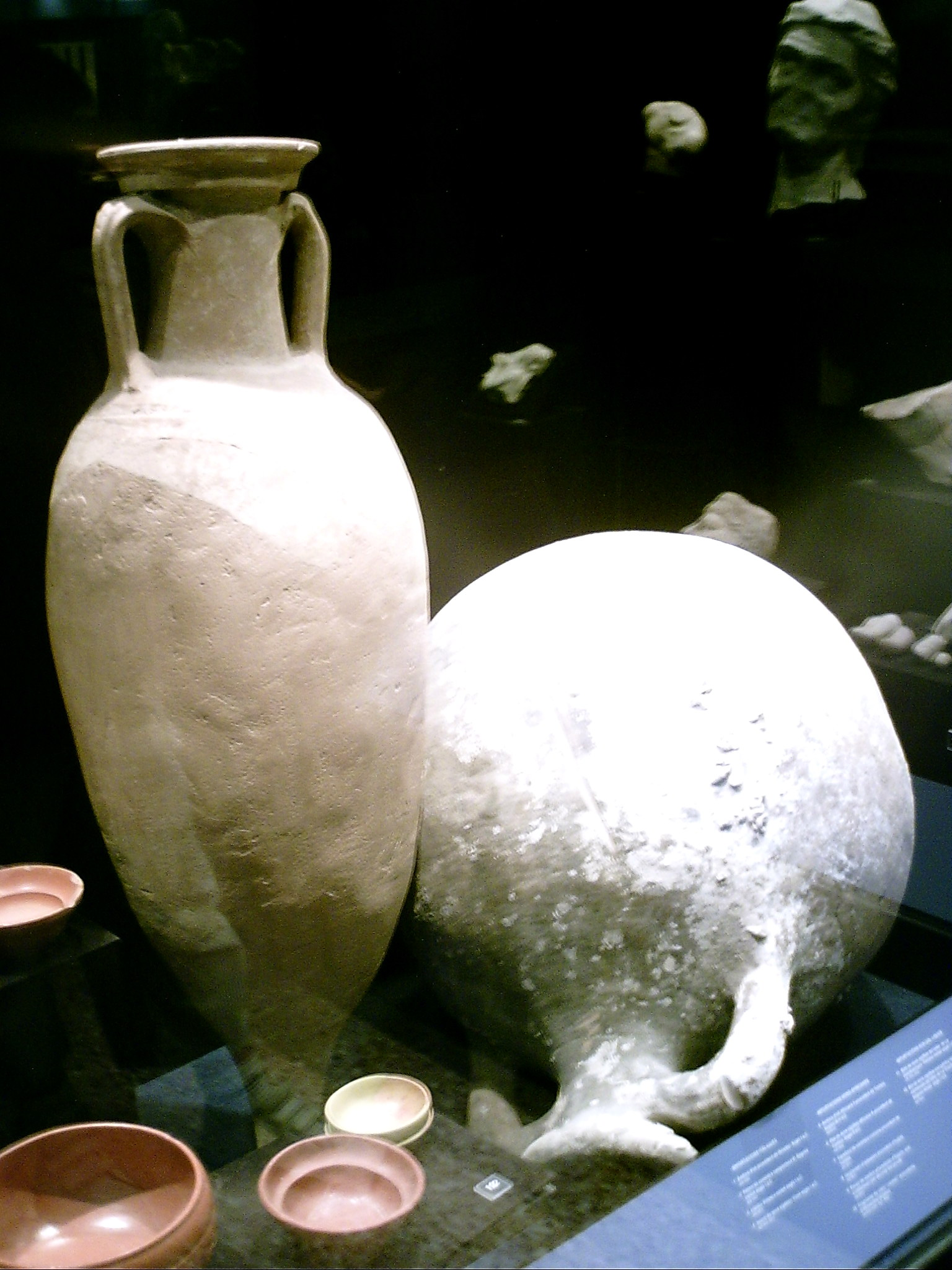
Àmfora romana, al Museu de Badalona

Durant el 2010 va estar tancat al públic sis mesos per obres de rehabilitació. Es va reobrir el 17 de desembre, oferint una nova museografia que permet veure un jaciment de 3.400 m². El 2020 el Museu de Badalona va celebrar els deu anys d'aquesta museïtzació i va inaugurar la renovació d'algunes de les vitrines de l'exposició permanent Baetulo, ciutat romana.

### Arxius
El museu és seu i té obert a la consulta pública l'Arxiu d'Imatges, format per fotografies i audiovisuals, i que en l'actualitat té més d'1 milió de fotografies que cronològicament van del segle xix a l'actualitat, l'Arxiu Històric de la Ciutat de Badalona, que conserva la documentació de l'Ajuntament de Badalona fins a l'any 1945 i fons procedents d'empreses, entitats o particulars de la ciutat, i l'Arxiu Josep M. Cuyàs, que va ser donat el 1992 per la família de l'historiador i primer director del museu i que aplega una quantitat important i variada de documentació, fotografies i una considerable col·lecció de premsa.
El museu disposa també d'una extensa biblioteca de temàtica local i una col·lecció de premsa local, la més extensa que existeix.

## Magna Celebratio
Des de 2005, any del cinquantenari de la fundació del Museu, anualment, s'organitzà un festival romà anomenat Magna Celebratio, dedicat a diverses activitats com la reconstrucció històrica d'oficis i activitats de la vida quotidiana dels romans i del dia a dia de la ciutat, portes obertes —que ja s'organitzaven amb anterioritat—i visites guiades al patrimoni romà de la ciutat, a més de xerrades, conferències, espectacles o jornades de cuina romana, amb la participació d'alguns restaurants locals. El festival s'ha celebrat ininterrompudament, tret del 2020 a causa de la pandèmia de COVID-19, i que es recuperà l'any següent adaptat a la mesures sanitàries, amb activitats presencials i virtuals.

## Equipaments
- Museu de Badalona: Seu central construïda sobre les termes de Baetulo, situades en el subsòl del museu, on també l'espai del Decumanus amb l'exposició permanent. Cal destacar la Venus de Badalona.
- Casa dels Dofins: Domus, llar senyorial estructurada al voltant d'un atri obert. Destaquen la bellesa dels mosaics de les habitacions
- Casa de l'Heura: domus, veïna de la anterior, on es poden observar restes del cardo maximus, diverses habitacions i especialment la part rústica o de treball de la casa.[18]
- Jardí de Quint Licini: Estany que presidia el peristil d'una vila del segle I dC. És el lloc on es trobà l'oscil·lum de marbre i la Tabula Hospitalis
- Can Miravitges: masia d'origen medieval, reformada entre els segles XVII i XVIII i museïtzada per explicar les transformacions del camp en aquesta època i la vida a pagès fins a començaments de segle xx.[19]
- Conducte d'aigües: Sistema que permetia transportar aigua de les mines de la Serralada Litoral a la ciutat. Hi ha 38 metres visitables dels 92 descoberts.[20][21]

## Galeria

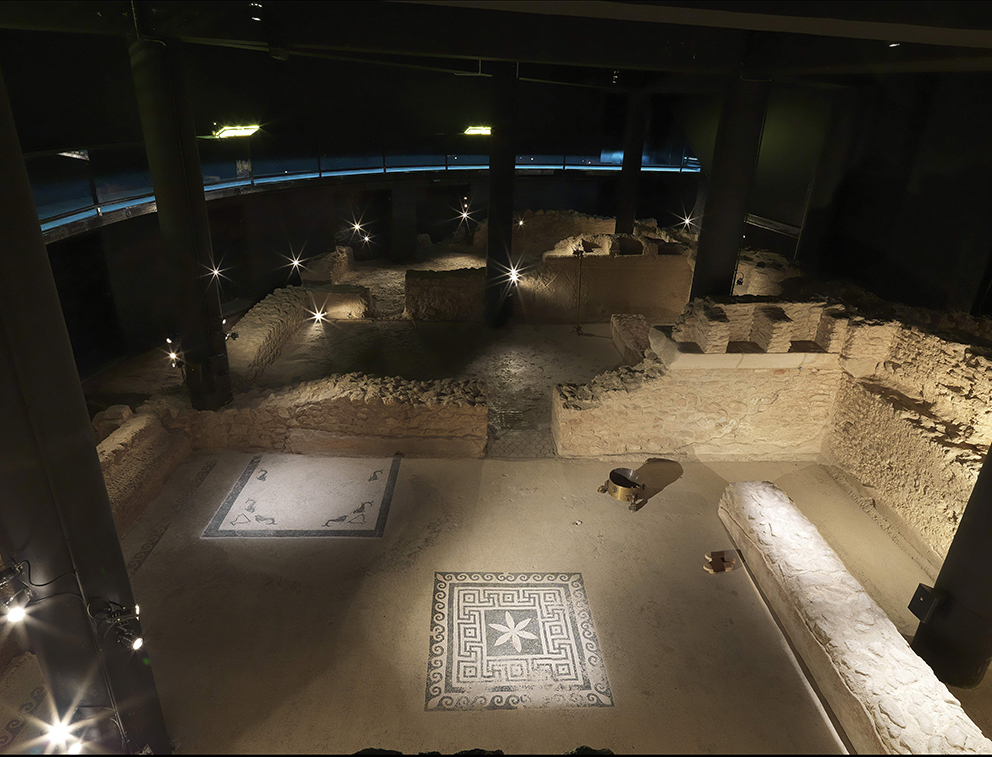
Vista general de les termes romanes del Museu de Badalona.
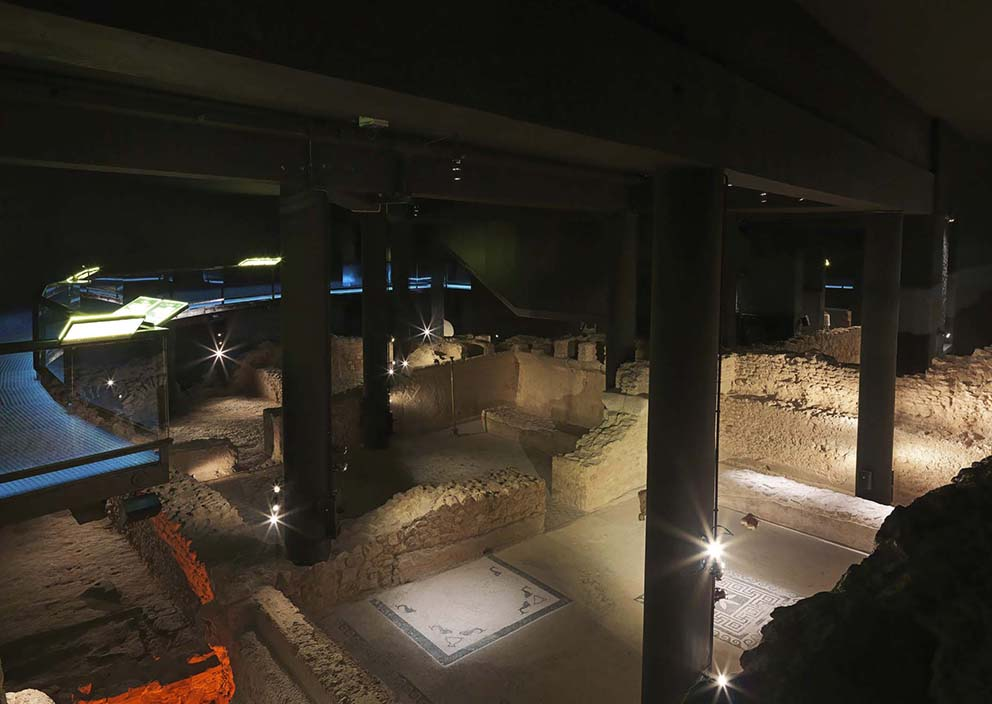
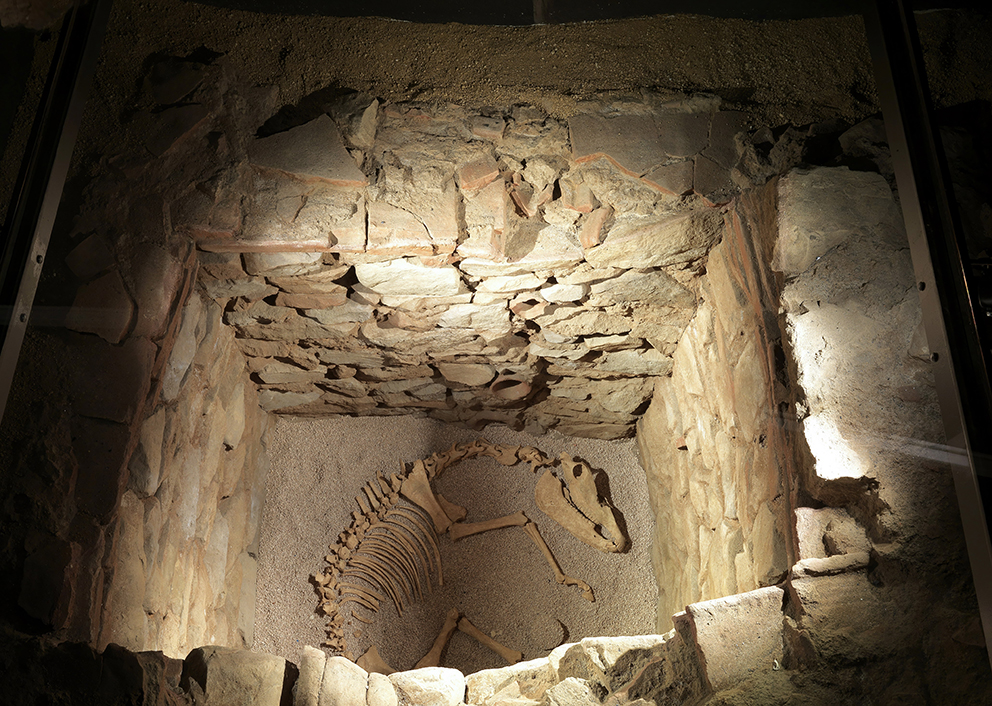
Pou amb restes d'un cavall. Exposició permanent del Museu de Badalona.
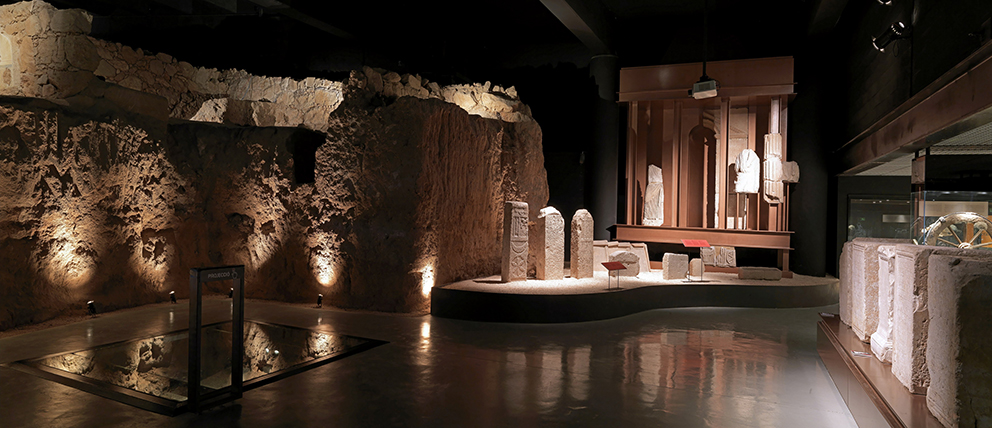
Exposició permanent "Baetulo, ciutat romana" al Museu de Badalona.
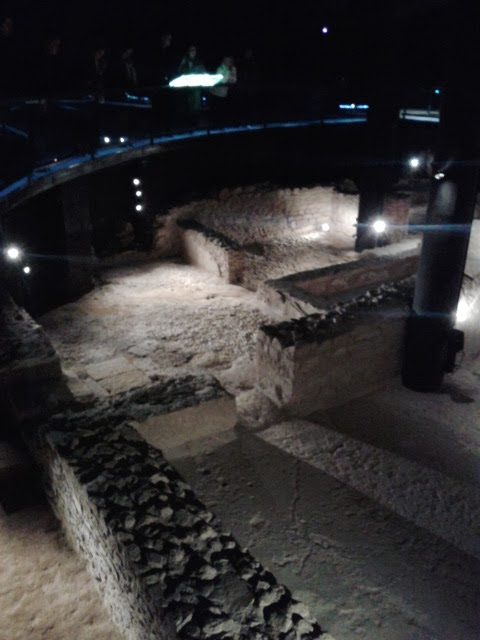
Restes romanes
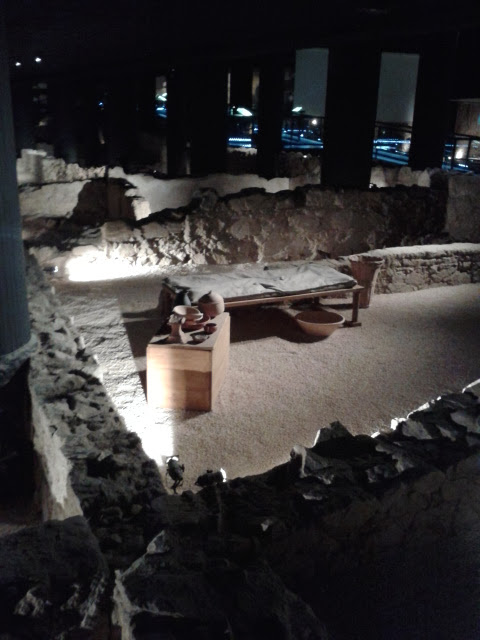
Restes romanes
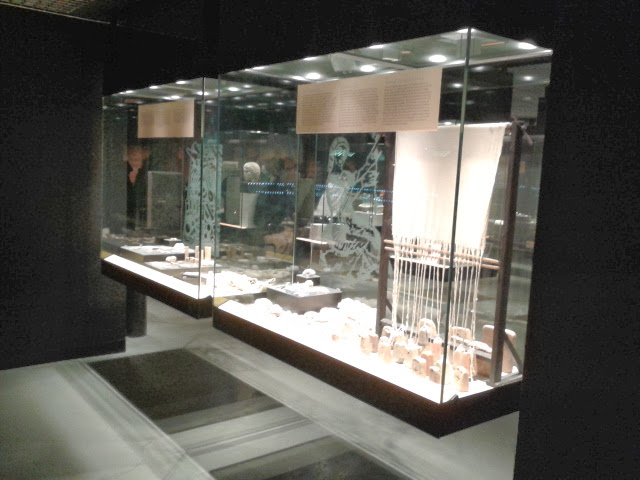
Museu de Badalona. Detall vitrines
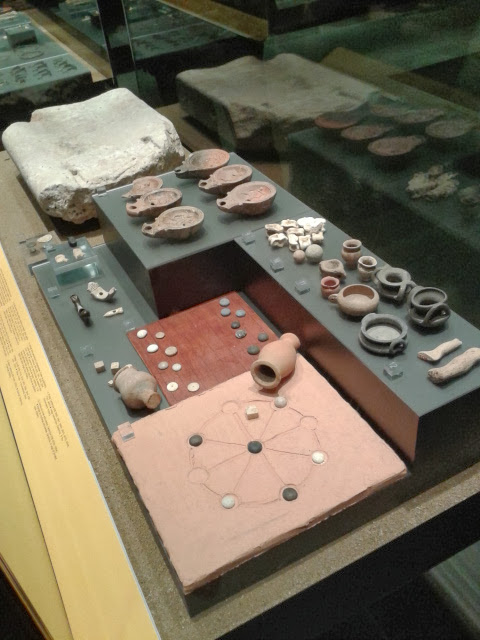
Museu de Badalona. Detall objectes
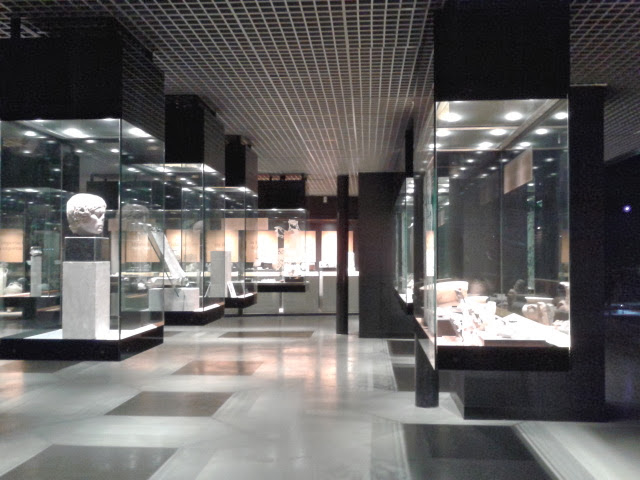
Museu de Badalona. Detall vitrines
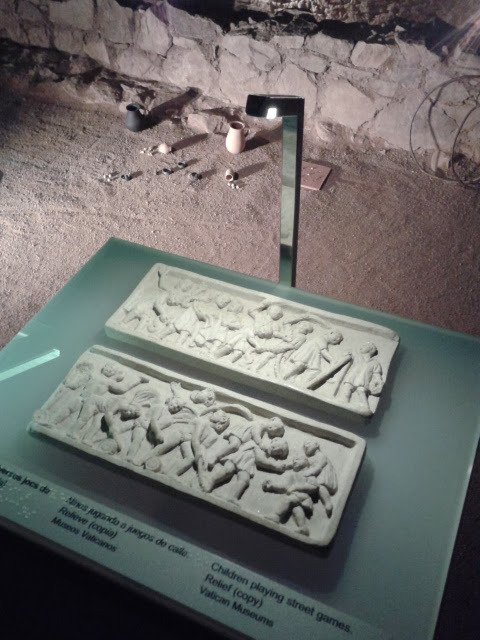
Museu de Badalona. Detall museografia
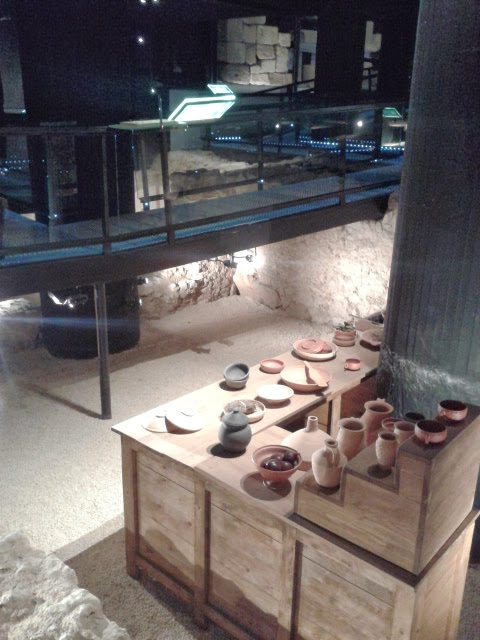
Museu de Badalona. Detall museografia